# Train Communication Network
Beim Train Communication Network (TCN) handelt es sich um ein Datenkommunikationssystem für den Einsatz auf Schienenfahrzeugen. Es besteht aus zwei Netzwerkebenen, die hierarchisch aufgebaut sind. Zur technischen Umsetzung des TCN können verschiedene Netzwerktechnologien genutzt werden.
Es wurde entwickelt, um die analoge Fernsteuerung zu ersetzen, und um die Betriebszustände der einzelnen Fahrzeuge erfassen zu können.
Das TCN darf nicht mit der in Deutschland üblicherweise angewendeten zeitmultiplexen Wendezugsteuerung bei Triebfahrzeugen verwechselt werden (ZDS, ZMS, ZWS). Während eine zeitmultiplexe Wendezugsteuerung nur sehr wenige Daten (bis 12 Byte) austauschen kann, so kann mit TCN eine wesentlich größere Datenmenge übertragen werden. TCN wird zur Übertragung von verschiedenen Datenarten verwendet, so können Prozesssignale bis 32 Byte Größe in Zeitintervallen ab 1 ms übertragen werden. Längere Nachrichten bis 4 GByte (eine theoretische Grenze, normal sind 10 Byte – ca. 10 kByte) können als nicht-Echtzeit-Daten ebenfalls übertragen werden.

## Entstehungsgeschichte
In Eisenbahnfahrzeugen wurden immer mehr rechnergesteuerte Komponenten eingesetzt. Das sind unter anderen die Heizung mit Klimaanlage, der Bordnetzumrichter und die geschlossenen Toilettenanlagen. Diese waren anfänglich nicht miteinander verknüpft, so dass Störungen vom Zugbegleitpersonal meist nur an Kontrolllampen abgelesen werden konnten. Auch in der Werkstatt konnte die genaue Störungsursache meist nur an der Steuerung selber abgelesen werden, wofür aber Apparatekästen geöffnet werden mussten. Aus diesem Grund wurde der Wunsch nach einem fahrzeugweiten Diagnosesystem geäußert. Daraus entstand der Fahrzeugbus. Als logischer Schritt kann dann die Ausweitung dieses Diagnosesystems angesehen werden, so dass von einer zentralen Stelle auf einem Störungsbildschirm Informationen zu allen anderen Fahrzeugen aufgerufen werden können. Auch die schon lange gewünschte seitenselektive Türsteuerung und Überwachung wird durch den Zugbus ermöglicht. Auch die Mehrfachsteuerung von Fahrzeugen wird über den Zugbus abgewickelt.
In den 1990er Jahren erarbeitete der Internationale Eisenbahnverband (UIC) zusammen mit der Internationalen Elektrotechnischen Kommission (IEC) in Genf einen Standard zum Datenaustauschs zwischen den Fahrzeugen eines Zuges und innerhalb von Fahrzeugen. Dieser erstmals 1999 als internationale Normenreihe IEC 61375 publizierte Standard definiert den Train Communication Network-Feldbus.
Mit der Einführung datenintensiver Anwendungen, wie Infotainmentsystemen, Internetzugang per WLAN und Videoüberwachung, stoßen Feldbus-Systeme an die Grenzen ihrer Bandbreite. Des Weiteren sind Komponenten, welche speziell für einen bahnspezifischen Feldbus, wie den MVB, entwickelt werden, relativ teuer. 2005 wurde daher mit der Weiterentwicklung des TCN begonnen, mit dem Ziel Ethernet und Funk als Zug-Backbone, sowie CANopen und Ethernet als Consist-Netzwerk zu normieren. Die Normenreihe IEC 61375 wurden seit 2012 in überarbeiteter Form veröffentlicht.

## Aufbau

### Allgemeines

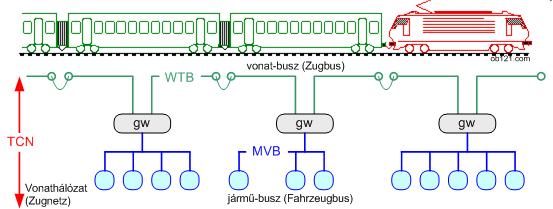
Aufbau TCN

Das TCN ist zweistufig, hierarchisch aufgebaut und besteht aus
- dem sogenannten Zug-Backbone, welcher ein TCN-konformes Netzwerk zur Verbindung der Fahrzeuge eines Zuges darstellt[1] und
- dem sogenannten Consist-Netzwerk[Anm. 1], welches die Kommunikationsgeräte innerhalb eines Fahrzeugs bzw. Fahrzeugverband verbindet.[1]

Der Zug-Backbone dient dabei zur Kommunikation zwischen den Consist-Netzwerken. Beide Ebenen sind durch Knoten in den einzelnen Fahrzeugen verbunden.
Dieser hierarchische Aufbau mit zwei Netzwerkebenen wurde gewählt, da es sich bei den Consist-Netzwerken um statische, vorkonfigurierte Netzwerke handelt, wohingegen es sich beim Zug-Backbone um ein dynamisches Netzwerk handelt, welches sich jedes Mal ändert, wenn sich der Zugverband ändert. Außerdem belasten durch diesen Aufbau fahrzeuginterne Datenverkehre nicht das zugweite Netzwerk. Dies bedeutet des Weiteren, dass der Zug-Backbone auch nicht durch den Ausfall eines Consist-Netzwerks beeinträchtigt wird.
Zur Umsetzung des TCN sind verschiedene Netzwerktechnologien definiert worden. Diese lassen sich in zwei Technologieklassen einteilen:
- Bus-Technologie: WTB, MVB, CANopen
- Switch-Technologie: ETB, ECN

### Zug-Backbone
Zur zugweiten Kommunikation wird entweder der bus-basierte Wire Train Bus (WTB) oder der switch-basierte Ethernet Train Backbone (ETB) eingesetzt.

#### Wire Train Bus
Bei dem Wire Train Bus handelt es sich um einen Feldbus. Ohne Repeater ist der WTB auf maximal 32 Knoten (Gateways) und eine maximal Länge von 860 Meter (22 UIC-Wagen) begrenzt. Der WTB arbeitet mit einer Datenübertragungsrate von 1,0 Mbit/s.
Für TCN sind zwei unterschiedliche Datenarten definiert worden: Prozessdaten (PD) und Messagedaten (MD). PD sind kurze zeitkritische Daten (bis 32 Bytes auf MVB und 128 Byte auf WTB), die in regelmäßigen Intervallen gesendet werden. Die Intervalllänge beträgt zwischen 1 ms und 1024 ms. MD sind längere Nachrichten, die nicht zyklisch, sondern auf Anforderung übertragen werden. Sie werden auf dem Bus ggf. segmentiert und immer quittiert. Sie sind im Prinzip mit TCP vergleichbar.

#### Ethernet Train Backbone
Der Ethernet Train Backbone basiert auf Ethernet-Technologie. Hierdurch sind Datenübertragungsraten von bis zu 1 Gbit/s möglich, wobei standardmäßig 100 Mbit/s umgesetzt werden. Der ETB ist auf 63 Knoten mit einem maximalen Abstand von jeweils 100 m begrenzt.

### Consist-Netzwerk
Die fahrzeuginterne Kommunikation kann entweder mit den bus-basierten Multifunction Vehicle Bus (MVB), CANopen oder dem switch-basierten Ethernet Consist Network (ECN) umgesetzt werden.

#### Multifunction Vehicle Bus
Bei dem Multifunction Vehicle Bus handelt es sich um einen Feldbus. An den MVB können bis zu 128 Geräte (Adressraum) angeschlossen werden, jedoch ist dessen Kabellänge ohne Repeater auf 200 Meter begrenzt. Pro Repeater kann der MVB um jeweils 200 verlängert, bzw. an ein weiteres Leitungssegment angeschlossen werden. Die Anzahl der Repeater ist durch deren Verzögerungszeit begrenzt. Der MVB arbeitet mit einer Datenübertragungsrate von 1,5 Mbit/s. begrenzt.

#### CANopen
Der CANopen-Bus basiert auf dem CAN-Bus, welcher aus dem Automobilbereich stammt. Die Gesamtlänge des Netzes darf bei einer Datenübertragungsrate von 125 kbit/s 450 m nicht überschreiten. Bei kürzeren Netzwerken kann eine Datenübertragungsrate von bis zu 1 Mbit/s erreicht werden.

#### Ethernet Consist Network
Das Ethernet Consist Network basiert auf Ethernet-Technologie.

## Anwendung
Das TCN wird bei vielen heutigen Triebfahrzeugen eingesetzt. Für den Zugbus wird bei frei gebildeten Zügen, welche beispielsweise lokbespannt sind, meist die 18-polige UIC-Leitung verwendet. In Triebzügen werden meist spezielle Leitungen verwendet.
Die InterCityExpress ICE T, ICE TD und ICE 3 der Deutschen Bahn sind Triebzüge mit TCN (der ICE 1 hat kein auf zwei Bussen basierendes TCN, sondern einen gemeinsamen Bus).
Bei den Schweizerischen Bundesbahnen wurde dieses Prinzip des TCN erstmals in größerem Umfang bei den ab 1997 angeschafften Pendelzügen mit den Re 460, sowie den dazugehörenden IC2000 und EW-IV-Pendelzügen eingesetzt.
Bei den Österreichischen Bundesbahnen (ÖBB) kommt der Zugbus gemäß UIC-Merkblatt 556 in fast allen modernen Triebfahrzeug-Baureihen (1014, 1016, 1116, 1216, 1142, 1144, 2016, 2070), sowie allen Wendezug-Steuerwagen (80-33, 80-73, Railjet 1. Generation und Railjet 2. Generation) zur Anwendung. Alle diese Fahrzeuge sind damit auch im Hinblick auf die Fernsteuerung kompatibel. Auch die Nahverkehrstriebwagen der Talent-Familie (4023, 4024, 4124) verwenden den Zugbus.
Um die für eine Zugvollständigkeitsüberwachung notwendige, ausreichend kurze Signallaufzeit sicherzustellen, reichen ältere TCN teilweise nicht aus, sodass Nachrüstungen erforderlich werden können.